# Cayuse Pass
Der Cayuse Pass (4.675 ft (1.425 m)) ist ein Gebirgspass in der Kaskadenkette im US-Bundesstaat Washington.
Der Pass liegt etwa 32 mi (51 km) südöstlich von Enumclaw an der Washington State Route 410. Die Kreuzung mit der Washington State Route 123 liegt auf dem Pass.
Der Cayuse Pass verbindet über die State Route 410 und die State Route 123 Packwood mit Enumclaw. Aufgrund der großen Höhe wird er normalerweise im November wegen heftiger Schneefälle und großer Lawinen-Gefahr geschlossen. Schneehöhen von 15 ft (5 m) sind keine Seltenheit. Der Pass wird üblicherweise Mitte Mai wieder geöffnet.
Als Teil des National-Scenic-Byway-Programms wurde die State Route 410 über den Cayuse Pass von der US-Regierung als Chinook Scenic Byway ausgewiesen.